# Jack Mansell
Jack Mansell (* 22. August 1927 in Salford; † 19. März 2016) war ein englischer Fußballspieler und -trainer.

## Spielerkarriere
Mansell begann seine Karriere in der Jugend von Manchester United. 1948 verpflichtete ihn der Drittligist Brighton & Hove Albion. Für Brighton spielte der Abwehrspieler vier Jahre lang und wechselte danach nach Wales zu Cardiff City. In Cardiff blieb Mansell nur eine Saison und spielte ab der Saison 1953/54 beim FC Portsmouth. Beim FC Portsmouth spielte Mansell in 134 Ligaspielen und erzielte sieben Tore.

## Trainerkarriere
Nachdem Ende seiner aktiven Karriere wurde Mansell Co-Trainer bei Sheffield Wednesday. Dort war er drei Jahre lang tätig und wurde danach Cheftrainer von Blauw-Wit Amsterdam. In seiner einzigen Saison mit Blauw-Wit wurde Mansell am Ende der Saison Dritter. Jack Mansell kehrte nach England zurück und wurde erneut Co-Trainer bei Sheffield Wednesday. Im April 1964 wurde Vic Buckingham entlassen und Mansell übernahm für zwei Spiele interimsweise den Cheftrainerposten bei Sheffield. Es folgten Engagements bei Telstar 1963, Rotherham United, Boston Beacons und FC Reading.
Von 1972 bis 1974 trainierte der Engländer Iraklis Saloniki. Nach der Zeit in Griechenland verpflichtete ihn Galatasaray Istanbul. Mit den Türken wurde Mansell am Ende der Saison Vizemeister. Ein Jahr nach seinem Abschied von Galatasaray wurde Mansell zum ersten Mal Nationaltrainer. Zuerst wurde er Trainer von Bahrain und vier Jahre später von Israel. Seine aktive Karriere beendete Jack Mansell 1983 als Trainer von Maccabi Haifa.